# Eslövs HF
Eslövs HF är en handbollsförening från Eslöv, bildad 1969.
Eftersom Eslövs IK, som satsar på handboll för damer, bildades tidigare än Eslövs HF så satsar Eslövs HF endast på handboll för herrar. Lagets största merit är en säsong i Allsvenskan säsongen 2011/2012.

## Spelare från Eslövs HF
- Simon Källström
- Lukas Sandell
- Johannes Sandgren